# Syntomus obscuroguttatus
Syntomus obscuroguttatus es una especie de escarabajo de la familia Carabidae.

## Distribución geográfica
Se distribuye por el Paleártico: Europa, oeste de Asia y el norte de África.